# Rodeth Gil
Rodeth Teresa Makina dos Santos Gil (Cuíto, 26 de outubro de 1948) é uma enfermeira, engenheira, general de exército e política angolana.

## Biografia
Rodeth Gil nasceu no bairro de Cantinflas, no Cuíto, em 26 de outubro de 1948. Passou os primeiros anos da sua infância em Lunda Norte, onde o pai, Cassanje Makina, trabalhava como pastor, e depois no Luau. Quando tinha quatro anos seu pai faleceu, e aos 6 sua mãe também faleceu, sendo criada inicialmente numa missão católica e depois por seus tios.
Quando tinha 16 anos, ainda vivendo no Luau, conhece o programa radiofônico anticolonial Angola Combatente e filia-se a uma célula do Movimento Popular de Libertação de Angola (MPLA) que operava na região. Para ingressar na luta armada, no final de 1965 muda-se para Dilolo, em seguida dirigindo-se secretamente até Quinxassa, e depois Brazavile, esta a então sede no exílio do MPLA. Uma vez que era legalmente menor de idade, enquanto em Dilolo, seu ano de nascimento foi alterado para 1945, por um oficial da ONUC, para poder circular livremente no Congo-Léopoldville. Após receber treinamento e instruções, foi enviada para a Zâmbia, aos cuidados de Aníbal de Melo Camaxilo, para se juntar à luta armada pela independência de Angola, ganhando o nome de guerra "Njinga Mbandi". Ingressa, assim, no Exército Popular de Libertação de Angola (EPLA), combatendo, a partir deste mesmo ano, na Frente Centro (Bié), conseguindo montar uma impressionante estrutura de guerrilha, sendo designada depois a comandar o agrupamento Fura-Mata, na região do Cazombo.
No ano de 1967 o partido a matricula no Curso de Enfermagem do MPLA, que funcionava na "Base Hanói II" sob coordenação de Américo Boavida e tinha como professor, dentre outros, a Manuel Gonçalo Ribeiro de Sousa "Chamavu". Forma-se enfermeira e passa a trabalhar, até 1973, nos Serviços de Assistência Médica do MPLA que operavam em várias células militares do tipo maquis, na Frente Leste. Recebe também a atribuição de organizar e cuidar da logística militar das células maquis.
Em 1973 foi enviada para trabalhar no escritório do partido em Dar es Salã, de onde coordenava o treinamento militar de recrutas na base de Eringa do EPLA (localizada na Tanzânia), se dedicando também a trabalhar nas estruturas da Organização da Mulher Angolana (OMA).
Volta a trabalhar nas estruturas de socorro a enfermos e na assistência militar no ano de 1975, inclusive estando em Luanda em serviço especial de cuidados de enfermagem ao comandante Aníbal de Melo Camaxilo em 11 de novembro de 1975, sendo designada, após a independência nacional, como uma das coordenadoras da enfermagem do Hospital Militar Principal de Luanda, período em que concluiu sua formação em enfermagem.
Durante o Congresso do MPLA de 1977, Rodeth Gil foi uma das três mulheres, incluindo Maria Mambo Café e Ruth Neto, eleitas para servir no Comitê Central.
Em 1980 foi nomeada Secretária dos Assuntos Sociais (com status de ministra), sucedendo a Maria Vahekeni, permanecendo nestas funções até o ano de 1987. Sua maior marca neste cargo ministerial foi a organização, com sucesso, da logística da distribuição de alimentos e da retirada total das populações em situação de rua e extrema-pobreza que viviam em Luanda, garantindo abrigo, saúde, bem-estar e reinserção social aos sem-teto. Além disso, delineou a transformação do trabalho desta pasta ministerial para a reinserção social de ex-combatentes.
Deixa as funções como Secretária dos Assuntos Sociais em 1987 para iniciar seus estudos na Faculdade de Medicina da Universidade Agostinho Neto, não conseguindo concluir a licenciatura em medicina. Em 1989 o partido a envia para estudar engenharia informática pela Universidade Metropolitana de Londres.
Após a conclusão de seus estudos, voltou a trabalhar para a OMA, sendo reeleita para o Comitê Central do MPLA, trabalhando nas estruturas do partido na Comissão de Disciplina e Auditoria. Em 2006 torna-se uma das fundadoras da Associação Tchiweka de Documentação.
Nas eleições legislativas de Angola de 2008, foi eleita suplente pelo MPLA para o Círculo Eleitoral Nacional à Assembleia Nacional de Angola, se tornando deputada efetiva e membra da Assembleia Constituinte de 2010, sendo uma das signatárias da Constituição Angolana de 2010. Retorna às estruturas das Forças Armadas Angolanas, onde foi reformada como general de exército em 2014. Em 2015 foi condecorada com a "Ordem dos Combatentes da Liberdade".
Em 2015, tornou-se administradora não-executiva da empresa pública Imprensa Nacional de Angola, sendo reconduzida a esta mesma função em 2017 e 2023.
Foi eleita para o Conselho de Honra do MPLA em dezembro de 2021.

## Vida pessoal
Foi casada com Henriques Leonel Gama Gil, comandante da 4ª Região Político-Militar do EPLA (Lunda Norte, Malanje e Uíge), morto em combate em 1967 na luta independentista numa emboscada da Frente Nacional de Libertação de Angola (FNLA). Com Henriques Leonel Gama Gil, Rodeth Gil teve quatro filhos.